# Smedsjön (Almundsryds socken, Småland)
Smedsjön är en sjö i Tingsryds kommun i Småland och ingår i Mieåns huvudavrinningsområde.